# Defective by Design
 (juillet 2015).
Si vous disposez d'ouvrages ou d'articles de référence ou si vous connaissez des sites web de qualité traitant du thème abordé ici, merci de compléter l'article en donnant les références utiles à sa vérifiabilité et en les liant à la section « Notes et références ».
Defective by Design est une campagne menée par la Free Software Foundation contre la gestion des droits numériques (digital rights management - DRM), ou, comme la Free Software Foundation explique désormais l'acronyme la « gestion des restrictions numériques » (digital restrictions management),. 
L'idée de l'initiative est que les DRM sont faits pour restreindre délibérément l'utilisation d'objets au sens large. Cela est perçu par les militants et militantes comme une attaque des libertés dans le cadre du numérique.